# Федеральная государственная служба занятости, труда и социального диалога
Федеральная государственная служба занятости, труда и социального диалога была создана Королевским приказом от 3 февраля 2002 года в рамках планов первого правительства Верхофстадта по модернизации федеральной администрации. Она отвечает за управление трудовыми отношениями, обеспечивая защиту и поощрение профессионального благополучия и участвует в развитии социального законодательства.

## Организации
Федеральная государственная служба занятости, труда и социального диалога состоит из шести генеральных директоратов:
- Генеральный директорат по вопросам коллективных трудовых отношений
- Генеральный директорат по вопросам индивидуальных трудовых отношений
- Генеральный директорат по надзору в сфере социального законодательства
- Генеральный директорат по гуманизации труда
- Генеральный директорат по надзору в сфере профессионального благополучия
- Генеральный директорат по вопросам занятости и рынка труда